# Mélanie (chanson de Georges Brassens)
Pour les articles homonymes, voir Mélanie.
Mélanie est une chanson de Georges Brassens sortie en 1976
sur son dernier album,  Trompe la mort. Elle est reprise en 1980 sur le troisième disque de l’intégrale qui sort en coffret chez Philips, un an avant la mort de l’artiste.

## Résumé
La chanson raconte l’histoire de Mélanie, la bonne du curé, qui se sert des cierges comme sextoy, pour se masturber : cierges bénits, cierges de cire d'abeille, cierges lors d’un enterrement…

## Analyse détaillée
La chanson se compose de 10 couplets, avec des rimes de type ABAB.
Le plaisir solitaire est un thème déjà abordé par Brassens, par exemple dans La Religieuse, mais aussi par ses prédécesseurs. Ainsi dans La Folle complainte (1951), Charles Trenet évoque une domestique qui se livre à l’onanisme à la barbe de ses maîtres : « La bonne n'est pas sage / Mais on la garde encore / On l'a trouvée hier soir / Derrière la porte de bois / Avec une passoire / Se donnant de la joie ».
Par ses thèmes lestes voire osés, Mélanie se présente comme une « chanson de salle de garde », c’est-à-dire une chanson paillarde. La chanson Fernande aussi associe une femme et l’excitation sexuelle. Mais Mélanie relève aussi du blasphème, comme lorsque la jeune femme répond, au curé qui lui en fait reproche, qu’elle préfère les cierges bénits parce qu’elle « bonne catholique. »
À la faveur de ce thème paillard, Brassens brosse le portrait d’un personnage haut en couleur, comme il l’a fait dans d’autres chansons, ainsi Jeanne ou Oncle Archibald.
En parlant des trompes de Fallope de Mélanie, au lieu de son vagin, Brassens use d’une métonymie. En revanche, le fait qu’elle soit une « ancienne enfant de Marie-salope » est une référence au bateau, non une allusion grivoise à son comportement.

## Réception
En 2016, le journaliste Hervé Resse estime qu’on n’oserait probablement pas d’écrire aujourd’hui une telle chanson, au risque d’être accusé de sexisme. Mais on peut aussi estimer que la chanson est une ode au désir féminin.